# Тапуры

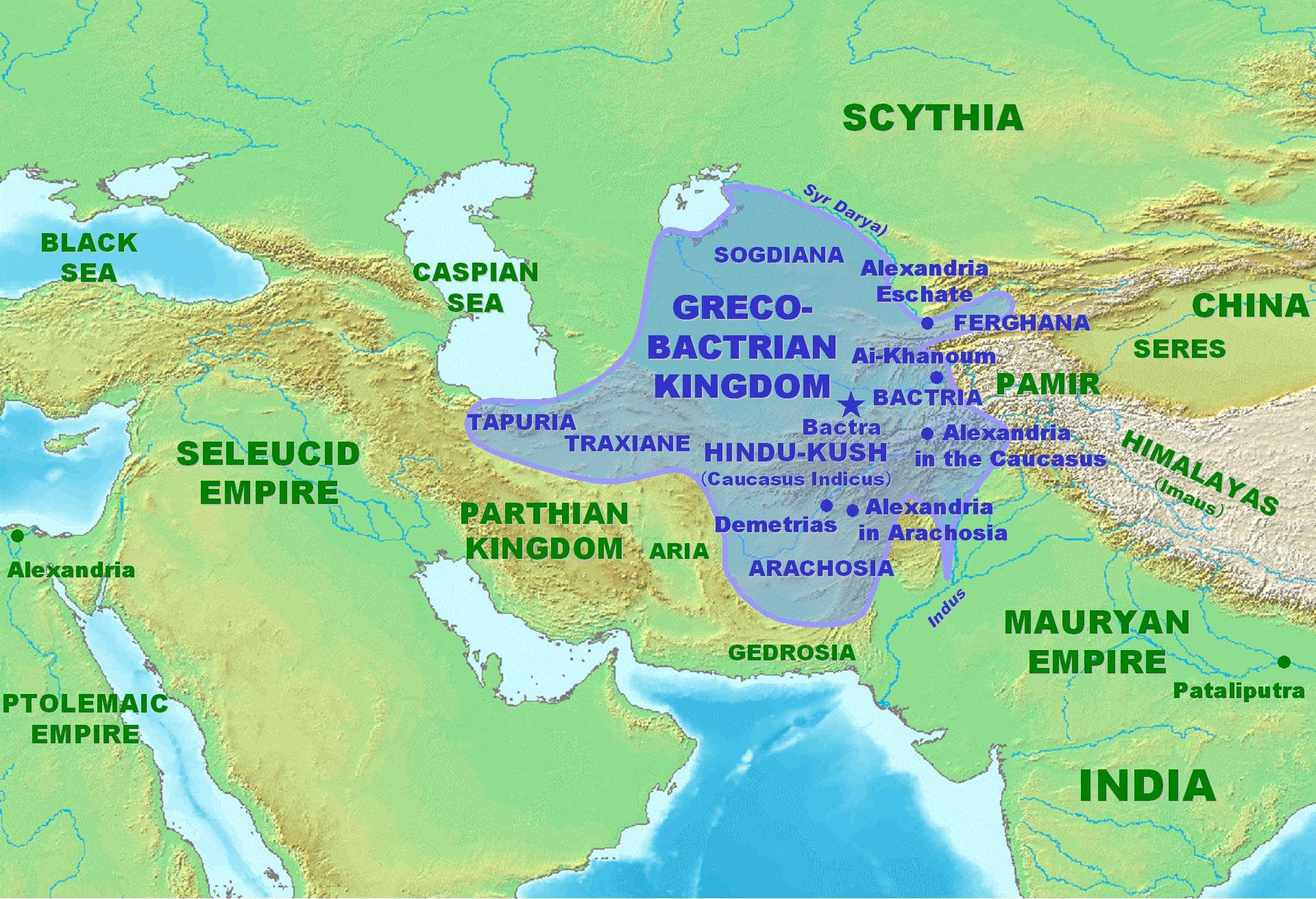
Тапурия на карте Греко-Бактрийского царства

Тапуры — ираноязычное племя, которое мигрировало из Партиены (Парфии) в центральные части южных территорий Каспийского моря во время царства Фраата I, когда Парфянская империя стала сильной во время Фраата I, он напал на Амардов и победил их. Затем он заставил их покинуть южные окраины Каспийского моря и заменил их племенем тапуров. После этого события была основана древняя Тапурия. Тапуры предоставили 1000 кавалеристов для битвы при Гавгамеле в качестве армии Ахеменидской империи.